# Ghost Reveries
Ghost Reveries ist das achte Studioalbum der schwedischen Metal-Band Opeth. Es erschien im Jahr 2005 bei Roadrunner Records.

## Entstehung und Veröffentlichung
Nach der Live-DVD Lamentations wurde Per Wiberg, der schon einige Zeit Opeths Live-Keyboarder war, festes Bandmitglied. Anders als bei früheren Alben probten Opeth vor den eigentlichen Aufnahmen mehrere Wochen und gingen mit größtenteils fertigen Stücken ab März 2005 in die Fascination Street Studios in Örebro, um Ghost Reveries einzuspielen. Die Aufnahmen dauerten entgegen Mikael Åkerfeldts Planung jedoch nicht bis April, sondern bis zum 1. Juni. Das Album wurde von der Band produziert, Jens Bogren fungierte als Koproduzent und mischte das Album ab.
Opeths voriges Label Music for Nations wurde 2004 aufgelöst. Ghost Reveries ist die erste Veröffentlichung der Band bei Roadrunner Records, das sich gegen Angebote von SPV, InsideOut Music und Century Media durchsetzen konnte. Das Album erschien 2006 auch in einer limitierten Auflage mit einer Coverversion von Deep Purples Soldier of Fortune als Bonus-Titel und einer DVD, die eine Raumklang-Fassung des Albums, ein Musikvideo und eine Dokumentation enthält.

## Titelliste
1. Ghost of Perdition – 10:29
2. The Baying of the Hounds – 10:41
3. Beneath the Mire – 7:57
4. Atonement – 6:28
5. Reverie/Harlequin Forest – 11:39
6. Hours of Wealth – 5:20
7. The Grand Conjuration – 10:21
8. Isolation Years – 3:51

## Stil
Nach dem größtenteils akustischen, sehr ruhigen Album Damnation kehren Opeth auf Ghost Reveries zu ihrer charakteristischen Verschmelzung von Death Metal, Progressive Metal und Progressive Rock zurück und entwickeln sie weiter. Die Kompositionen sind mit ihren harten Riffs, akustischen Passagen, melodiösen Soli, dem gutturalen und klaren Gesang wieder vielschichtig und abwechslungsreich, klingen aber organischer als auf früheren Alben. Neu sind – vor allem durch Per Wibergs Einsatz von Mellotron und Hammond-Orgel – einige Einflüsse aus dem Psychedelic Rock.

## Rezeption
Ghost Reveries wurde von der Presse hochgelobt. Thom Jurek von Allmusic findet das Album „atemberaubend schön“ und Mike Borrink vom Rock Hard urteilt: „Intelligenter kann man Death- und Prog-Elemente einfach nicht kombinieren und so Fans von Morbid Angel bis Pink Floyd gleichermaßen glücklich machen.“ Henning Mangold von den Babyblauen Seiten resümiert: „Schon vor zwei Jahren habe ich mal geschrieben, wenn Death- und Doom-Metal je richtig gesellschaftsfähig werden und in bildungsbürgerlichen Konzerthäusern gespielt werden sollten, dann werde sich diese Musik wahrscheinlich ein wenig wie die von Opeth anhören. Ich freue mich heute darüber, dass von Opeth jetzt ein Album vorliegt, zu dem diese These noch viel besser passt, als das damals schon der Fall war.“ Sowohl Rock Hard als auch das eclipsed-Magazin nahmen Ghost Reveries in ihre jeweilige Liste der wichtigsten Progmetal-Alben auf.